# Boris Tichtchenko
Pour les articles homonymes, voir Tichtchenko.
Boris Ivanovitch Tichtchenko (en russe : Бори́с Ива́нович Ти́щенко), né le 23 mars 1939 à Leningrad (aujourd'hui Saint-Pétersbourg) où il est mort le 9 décembre 2010, est un compositeur et pianiste russe.

## Biographie
Boris Tichtchenko a étudié au Collège Musical Rimski-Korsakov à Leningrad entre 1954 et 1957. Il y a appris la composition auprès de Galina Oustvolskaïa, et le piano auprès de Vera Mikhelis. Puis, de 1957 à 1963, il a étudié la composition avec Vadim Salmanov, Viktor Volochinov et Orest Ievlakhov, et le piano avec Abram D. Logovinski au Conservatoire de Leningrad. Il est alors devenu l'élève du compositeur Dmitri Chostakovitch, et a ainsi terminé ses études (perfectionnement) en 1965. Depuis lors, il enseigne au Conservatoire de Leningrad, où il est devenu professeur en 1986.
Tichtchenko a activement contribué à faire passer à l'Ouest le manuscrit des mémoires de Chostakovitch. Par la suite, il a cependant émis des doutes sur l'authenticité du Testament publié par Solomon Volkov en 1979.
En mars 2006, il a été choisi comme le premier lauréat du prix «L’époque de Chostakovitch», qui a été créé pour le centenaire de la naissance de Chostakovitch.

## Musique
Son œuvre inclut neuf symphonies numérotées, deux concertos pour violon, deux concertos pour violoncelle, un concerto pour piano, six quatuors à cordes, trois sonates pour violoncelle seul, onze sonates pour piano, deux Requiem, de la musique de chambre, des œuvres vocales, un opéra : Le soleil volé, une opérette : Le cafard, trois ballets : Les douze, L’Abeille et Yaroslavna (l'éclipse), ainsi que de la musique de scène pour le théâtre et de la musique de film.
Le style musical de Tichtchenko et sa technique de composition en font un représentant typique de l'école de Leningrad. Il a été très influencé par la musique de ses professeurs Dmitri Chostakovitch et Galina Oustvolskaïa, intégrant ces influences à son propre style. Il a essayé d'utiliser certaines idées expérimentales ou modernes, telles que le dodécaphonisme ou la musique aléatoire, mais reste cependant bien plus attaché aux traditions de son pays. Il a fait preuve d'originalité en écrivant son second concerto pour violoncelle, pour 48 violoncelles, 12 contrebasses et percussion (1969). Cependant, il a ré-orchestré cette œuvre dix ans plus tard en vue de son exécution par un orchestre traditionnel.
Il a été honoré par l'orchestration de Dmitri Chostakovitch pour son premier concerto pour violoncelle, et par la suite a remercié son maitre par l'orchestration, l'édition et la transcription de quelques œuvres de celui-ci. 
L'écriture du premier Requiem de Tichtchenko, basé sur le poème interdit d'Anna Akhmatova, pendant la période de stagnation politique en 1966, a été un geste culturel courageux.

## Œuvre

### Musique de scène
- Les Douze, ballet en quatre actes, op. 25 (1963)
- L'Abeille, ballet en un acte (1968)
- Le Soleil volé, opéra en un acte, op. 40 (1968) Livret de Mikhail Bialik, Z. Korogodsky et B. Tichtchenko, d'après le conte de Korneï Tchoukovski.
- Le Cafard, comédie musicale en un acte, op. 41 (1968) Livret de Z. Korogodsky, d'après le conte de Korneï Tchoukovski (1923). Le texte avant été mis en musique en 1962 sous la forme d'un oratorio, par l'ami de Tichtchenko, Alexandre Lokchine.
- Yaroslavna (L'éclipse), ballet en trois actes, op. 58 (1974)

### Musique orchestrale
- Symphonies
  - Symphonie no 1, op. 20 (1961)
  - Symphonie no 2 "Marina", op. 28 pour chœur et orchestre (1964)
  - Symphonie no 3, op. 36 pour orchestre de chambre (1966)
  - Symphonie no 4, op. 61 avec narrateur (1974)
  - Symphonie no 5, op. 67 (1976)
  - Symphonie no 6, op. 105 pour soprano, contralto et orchestre symphonique (1988)
  - Symphonie no 7, op. 119 (1994)
  - Symphonie no 8 (2008)
  - Symphonie no 9 (inachevée, 2009)
- Symphonie française, d'après Anatole France, op. 12 (1958, rev. 1993, op. 116)
- Praeludium e Fugue, pour orchestre à cordes (1957)
- Danaïde, poème symphonique (1963)
- Octaves (1963)
- Palekh (1965)
- Sinfonia Robusta, op. 46 (1970)
- Les chroniques du blocus-Symphonie, op. 92 (1984)
- Concerto Alla Marcia, pour 16 solistes (1989)
- Symphonie Pouchkine, op. 125 (1998, d'après La Mort de Pouchkine, op. 38)
- Béatrice (cycle symphonique) (1997-2005) : 
  - Dante Symphony no 1 ("Among the living"), op. 123 no 1 (1997)
  - Dante Symphony no 2 ("Abandon Hope, All Ye Who Enter Here"), op. 123 no 2 (2000)
  - Dante Symphony no 3 ("Inferno"), op. 123 no 3 (2001)
  - Dante Symphony no 4 ("Purgatory"), op. 123 no 4 (2003)
  - Dante Symphony no 5 ("Paradise"), op. 123 no 5 (2005)

### Musique concertante
- Concerto pour piano, op. 21 (1962)
- Concerto pour violon no 1, op. 9 (1958, rev. 1964, op. 54)
- Concerto pour violon no 2, op. 84 (1981)
- Concerto pour violoncelle no 1, op. 23 pour violoncelle, 17 instruments à vent, percussion, et harmonium (1963) (également orchestré par Dmitri Chostakovitch en 1969)
- Concerto pour violoncelle no 2, op. 44 no 1 pour violoncelle, 48 violoncelles, 12 contrebasses, et percussion (1969, ré-orchestré pour violoncelle, orchestre à cordes et percussion en 1979, op. 44 no 2)
- Concerto pour flûte, piano et orchestre à cordes, op. 54 (1972)
- Concerto pour harpe, op. 69 (1977)
- Concerto pour violon, piano et orchestre à cordes, op. 144 (2006)

### Piano
- Sonates pour piano
  - Sonate pour piano no 1 (1957, rev. 1995)
  - Sonate pour piano no 2 (1960)
  - Sonate pour piano no 3 (1965)
  - Sonate pour piano no 4 (1972)
  - Sonate pour piano no 5 (1973)
  - Sonate pour piano no 6 (1976)
  - Sonate pour piano no 7, avec cloches (1982)
  - Sonate pour piano no 8 (1986)
  - Sonate pour piano no 9 (1992)
  - Sonate pour piano no 10 (1997)
  - Sonate pour piano no 11 (2008)
- Egosuite pour piano (1957)
- A Muleteer, fable pour piano (1958)
- Trois énigmes pour piano (1960)
- Huit portraits pour deux pianos (1996)

### Musique instrumentale
- Sonate pour violon no 1 (1957)
- Sonate pour violon no 2 (1975)
- Sonate pour violoncelle no 1 (1960)
- Sonate pour violoncelle no 2 (1979)
- Douze inventions pour orgue (1964)
- Capriccio pour violon et piano (1965)
- Deux pièces pour percussion (1970)
- Douze portraits pour orgue (1992)
- Fantaisie pour violon et piano (1994)
- Sonate pour 5 flûtes à bec et orgue (1999)
- Quatre pièces pour tuba (1985)

### Musique de chambre
- Praeludium e Fugue, pour quatuor à cordes (1957)
- Rondo pour violon et piano, op. 2 (1957)
- Sonate no 1 pour violon seul, op. 5 (1957)
- Quatuor à cordes
  - Quatuor à cordes no 1, op. 8 (1957)
  - Quatuor à cordes no 2, op. 13 (1959)
  - Quatuor à cordes no 3, op. 47 (1970)
  - Quatuor à cordes no 4, op. 77 (1980)
  - Quatuor à cordes no 5, op. 93 (1984)
  - Quatuor à cordes no 6, op. 148 (2008)
- Rondo pour violon et piano, op. 31 (1965)
- Exercices nordiques, suite pour ensemble (1968)
- Deux Danses dans un style ancien pour violon et piano, op. 62 bis (1975)
- Sonate no 2 pour violon seul, op. 63 (1975)
- Quintette pour piano (1985)
- Le cœur du chien, histoires pour ensemble de chambre (d'après Mikhaïl Boulgakov) (1988)
- Concerto pour clarinette et trio avec piano, op. 109 (1990)
- Fantaisie pour violon et piano, op. 118 (1994)

### Musique orchestrale et vocale
- Lénine est vivant, cantate d'après Vladimir Maïakovski pour chœur mixte avec orchestre, op. 15 (1959)
- Souzdal, suite pour soprano, ténor et orchestre de chambre (1964)
- Requiem, d'après Anna Akhmatova pour soprano, ténor et orchestre symphonique, op. 35 (1966)
- Hard Frost, air pour mezzo-soprano et orchestre (1974)
- Béatrice, cycle choral et symphonique d'après la "Divine Comédie" de Dante, op. 125 (1996-2005)

### Musique vocale
- A White Stork, cycle vocal pour voix medium et piano (1958)
- Yuaffu, quatre chœurs pour chœur a cappella (1959)
- Energie, fugue pour chœur a cappella (1959)
- Chanson de mariage pour chœur de femmes (1959)
- Chansons tristes, cycle vocal pour soprano et piano (1962)
- Trois Lieder sur des vers de Marina Tsvetaieva, pour voix medium et piano (1970)
- Cinq Lieder sur des vers d'O. Driz, pour voix médium et piano (1974)
- La volonté, pour soprano, harpe et orgue (1986)
- À mon frère pour soprano, flûte et harpe (1986)
- le Jardin de musique, cantate pour soprano, mezzo-soprano, baryton et trois pianos (1987)
- Lsage de Chelom, un quatuor vocal et instrumental pour violon, soprano, basse et piano (1991)
- Esquisse du diable, cycle pour voix medium et piano (1995)

## Discographie
- Symphonie no 5 ; Concerto pour flûte - Orchestre de la radiotélévision d'URSS, dir, Maxime Chostakovitch ; Valentin Zverev, flûte ; Alexey Nasedkin, piano ; Solistes de l'orchestre d'état d'URSS, dir. Edward Serof (18 mars 1978 / juin 1978, Norther Flowers 99111)
- Symphonie no 7 - Orchestre philharmonique de Moscou, dir. Dmitri Yablonski (26 février 2002, Naxos) (OCLC 659165709)
- Concerto pour violon, piano et cordes, Symphonie no 3 « Dante » - Alexander Rozhdestvensky, violon ; Viktoria Postnikova, piano ; Orchestre à cordes de Saint-Pétersbourg ; Orchestre symphonique de Moscou, dir. Guennadi Rojdestvenski (2006, Figa Libera) (OCLC 822601097)
- Œuvres de chambre pour violon - Gabriel Tchalik, violon ; Dania Tchalik, piano (avril 2015, Evidence Classics) (OCLC 944257933)